# Transit (2018)
Transit ist ein deutsch-französischer Spielfilm von Christian Petzold aus dem Jahr 2018. Das Drama mit Franz Rogowski und Paula Beer in den Hauptrollen orientiert sich an dem gleichnamigen Roman von Anna Seghers. Regisseur Petzold, der auch das Drehbuch verfasst hat, verlegte die Geschichte um einen Deutschen, der während des Zweiten Weltkriegs vor den Nationalsozialisten nach Frankreich flieht, in die Gegenwart. Er widmete Transit dem Filmemacher Harun Farocki (1944–2014).
Der Film wurde am 17. Februar 2018 im Wettbewerb der 68. Berlinale uraufgeführt. Der deutsche Kinostart erfolgte am 5. April 2018.

## Handlung
Frankreich, in der Gegenwart: Der politische Flüchtling Georg entgeht im von den Deutschen besetzten Paris seiner Verhaftung. Er gelangt durch Zufall in den Besitz der Ausweispapiere und eines Manuskripts des bekannten Schriftstellers Weidel, der sich in seinem Hotelzimmer das Leben genommen hat. Georg flüchtet mit dem verletzten Kameraden Heinz in einem Güterzug nach Marseille. Auf der Fahrt dorthin liest er ein Manuskript mit dem Titel Die Entronnenen und identifiziert sich mit der Hauptfigur. Während Heinz auf der Zugfahrt stirbt, erreicht Georg unbeschadet Marseille. Er überbringt die Nachricht vom Tod des Kameraden dessen gehörloser Frau Melissa, die mit ihrem Sohn Driss wie viele andere Schutz in der Hafenstadt gesucht hat. Georg freundet sich mit dem Jungen an und verbringt Zeit mit ihm.
Als Georg die Papiere des verstorbenen Schriftstellers abgeben will, wird er vom mexikanischen Konsul für Weidel gehalten. Er kommt nicht dazu, die Verwechslung aufzuklären, und gelangt so in den Besitz zweier Transitvisa, die für Weidel und Marie bestimmt waren. Marie hat sich einst von ihrem Mann getrennt, will sich aber mit ihm versöhnen, um gemeinsam Europa zu verlassen. Sie wartet schon seit Wochen auf ihn. Mehrmals begegnen sich Georg und Marie flüchtig in der Stadt, bis sie sich schließlich kennenlernen. Da Marie zugetragen wurde, dass Georg im mexikanischen und für Formalitäten später auch im US-amerikanischen Konsulat als Weidel vorgesprochen hat, sieht sie sich darin bestärkt, dass ihr Mann noch lebt und sich ebenfalls in Marseille aufhält.
Als Driss einen schweren Asthma-Anfall erleidet, gelingt es Georg, den deutschen Arzt Richard zu Hilfe zu holen. Dieser entpuppt sich als Maries Liebhaber und dadurch kommen sich Georg und Marie näher. Nach der vermeintlichen Abreise von Richard lassen sie ihren Gefühlen füreinander freien Lauf. Er verheimlicht Marie die Wahrheit über ihren Mann, bietet ihr aber eines der Transitvisa an. Marie, die froh über Richards Abreise ist und noch immer auf die rechtzeitige Rückkehr ihres Gatten hofft, schlägt das Angebot aus.
Die Ereignisse überschlagen sich, als Richard zurückkehrt. Er musste seine Schiffspassage französischen Offizieren abtreten. Gleichzeitig fliehen Melissa und Driss aus der Stadt und Georg wird direkt mit dem Suizid einer Flüchtigen konfrontiert. Nun will er sich Marie offenbaren, sie schläft aber auf dem Bett ein. Als Marie erfährt, dass Georg eine Passage auf dem Schiff Montréal gebucht hat, willigt sie ein, mit ihm Frankreich auf demselben Schiff zu verlassen. Auf der Taxifahrt zum Hafen gibt er dann vor, etwas vergessen zu haben, und verkauft stattdessen Richard seinen Platz auf dem Schiff. Georg will über die Pyrenäen fliehen und vertraut dem Besitzer seines Stammlokals Mont Ventoux Weidels Manuskript an. Doch dann erfährt er, dass die Montréal auf eine Mine gelaufen sei und es keine Überlebenden gebe. Während Marseille von einer Säuberungswelle erfasst wird, verbleibt Georg im Mont Ventoux und hofft darauf, Marie wiederzusehen.

## Entstehungsgeschichte

### Drehbuchadaption

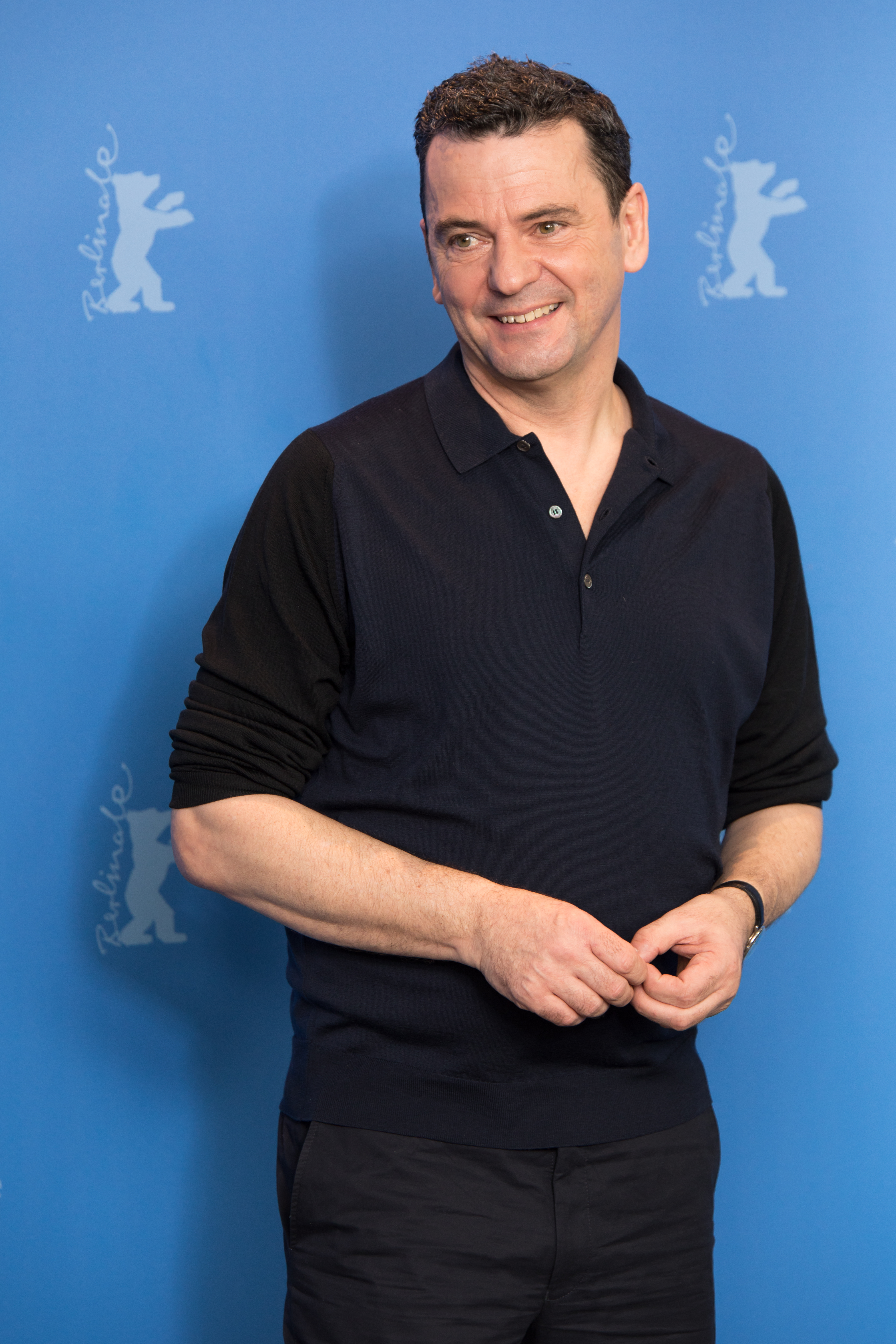
Christian Petzold bei der Vorstellung des Films auf der Berlinale

Mit Transit realisierte Christian Petzold seinen achten Kinofilm. Für das Drehbuch ließ er sich von Anna Seghers’ gleichnamigem, autobiografisch gefärbtem Roman aus dem Jahr 1944 inspirieren, übertrug die Geschichte aber ins Marseille der Gegenwart. „Ich hab’ keine Lust auf historische Filme mehr, keine richtige. Ich mag nicht die Zeit nachstellen. Ich finde, wenn man die Zeit, Vergangenheit erzählt, muss man sie vergegenwärtigen“, so Petzold.
Seinen Angaben zufolge ist Transit das Lieblingsbuch von ihm und dem befreundeten Filmemacher Harun Farocki gewesen. Beide hätten es einmal im Jahr gelesen: „[…] ich finde, dass dieser Roman von Anna Seghers eigentlich unsere Geschichte ist: dieses In-die-Welt-Geworfensein“, so Petzold. Gleichzeitig sah er in ihm eine Art „Gespenstergeschichte“: „Für die Exilanten wird die Zeit angehalten und dreht sich nicht mehr weiter. Die Vergangenheit, die sie haben, interessiert niemanden. Eine Zukunft haben sie nicht, sie leben nur im Jetzt. Und das Jetzt nimmt sie nicht auf“, so Petzold. Gemeinsam mit dem 2014 verstorbenen Farocki entstand eine erste Drehbuchfassung, die sich eher an dem französischen Nouvelle-Vague-Film Außer Atem (1960) von Jean-Luc Godard orientierte. Petzold störte sich an der aus seiner Sicht wenig präzisen Zeichnung von Frauenfiguren in Seghers’ Roman. Auch empfand er die Situation der europäischen Exilanten in den 1940er Jahren vergleichbar mit der aktuellen Flüchtlingsbewegung.

### Besetzung und Dreharbeiten

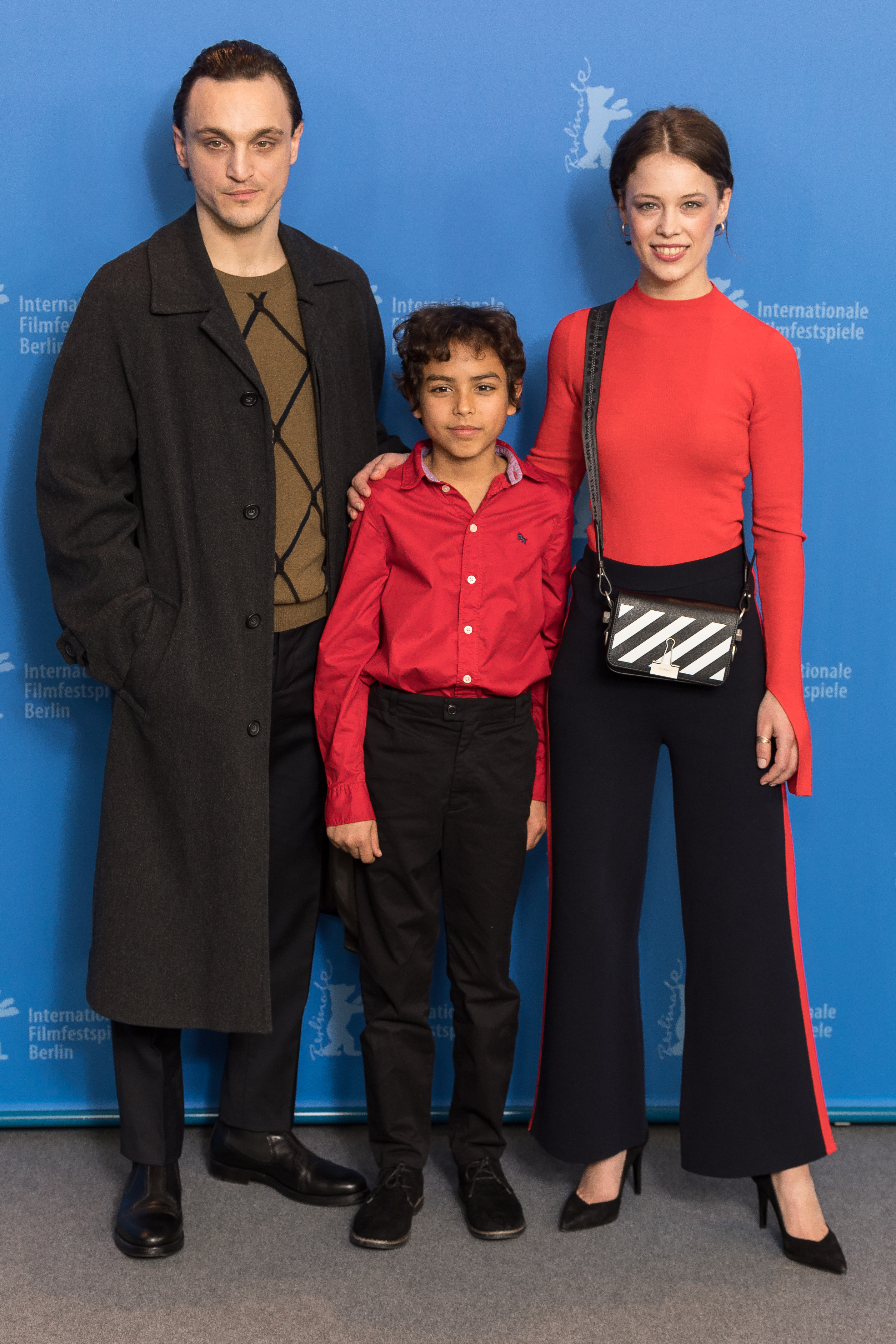
Franz Rogowski, Lilien Batman und Paula Beer auf der Berlinale

Für die Hauptrollen von Georg und Marie wurden die deutschen Schauspieler Franz Rogowski und Paula Beer verpflichtet, mit denen Petzold das erste Mal zusammenarbeitete. Rogowski hatte er in dem Film Love Steaks (2013) entdeckt. Auf Beer stieß Petzold, als er dem französischen Kollegen François Ozon bei den deutschen Dialogen für den Historienfilm Frantz (2016) aushalf. Mit beiden Darstellern führte er in Bezug auf die Figurenfindung intensive Gespräche im Vorfeld der Dreharbeiten. Beer empfand Petzolds Herangehensweise als offenste Annäherung an eine Figur in ihrer bisherigen Schauspielkarriere.
Die Dreharbeiten zu Transit fanden vom 9. Mai bis 8. Juli 2017 an Originalschauplätzen in Marseille statt. Petzold begriff die Hafenstadt gleichzeitig als „Tür“ zur Welt, aber auch als ein „Gefängnis“ für die Flüchtenden in seinem Film. Er probte vor dem Dreh ausgiebig jede Szene bis zu zwei Stunden mit den Schauspielern, wodurch er schneller war und Einstellungen mitunter nur ein bis zwei Mal abdrehen musste. Für die Dreharbeiten verließ sich Petzold auf ein erprobtes Arbeitskollektiv, das er „Partisanengruppe“ zu nennen pflegt. So war Transit die dreizehnte Zusammenarbeit mit Kameramann Hans Fromm, die zwölfte mit Filmkomponist Stefan Will, die elfte mit Bettina Böhler (Schnitt) und die zehnte mit den Produzenten Florian Koerner von Gustorf und Michael Weber. Während der Dreharbeiten versammelte sich das Filmteam drei bis vier Mal die Woche, um sich am Abend gemeinsam Filme anzusehen und über das Kino zu diskutieren.
Als Koproduzenten an dem Film waren u. a. ZDF, Arte sowie die französische neon productions beteiligt. Gefördert wurde Petzolds Regiearbeit von der Filmförderungsanstalt (340.000 Euro), dem BKM (250.000 Euro), dem Medienboard Berlin-Brandenburg (350.000 Euro), der Deutsch-Französischen Förderkommission (300.000 Euro) sowie von Eurimages (480.000 Euro).

## Rezeption
Transit erhielt im internationalen Kritikenspiegel der britischen Fachzeitschrift Screen International 2,3 von vier möglichen Sternen und belegte gemeinsam mit dem mexikanischen Beitrag Museo einen geteilten 9. Platz unter allen 19 Berlinale-Wettbewerbsfilmen.
Das Portal femundo würdigte den Film als „eine umwerfende Literaturverfilmung, der das Kunststück gelingt, einen historischen Stoff zeitlos zu erzählen“.

## Auszeichnungen
Mit Transit konkurrierte Christian Petzold nach 2005, 2007 und 2012 zum vierten Mal um den Goldenen Bären, den Hauptpreis des Festivals. Der Film blieb unprämiert, Petzold erhielt unter Bezugnahme auf den Film den Julius-Campe-Preis 2018.
Die Deutsche Film- und Medienbewertung FBW in Wiesbaden verlieh dem Film das Prädikat besonders wertvoll.